# الريال البيروفي
الريال عملة البيرو حتى عام ١٨٦٣. ستة عشر ريالاً فضياً تعادل إسكودو ذهبياً واحداً. عُرفت العملة الفضية من فئة ٨ ريالات أيضاً باسم البيزو.

## تاريخ
في البداية، سُكَّ الريال الإسباني الاستعماري. ثم استُبدل بالعملة البيروفية بعد التحرير عام ١٨٢٦، مع أن أولى إصدارات جمهورية بيرو صدرت عام ١٨٢٢. استُبدل الريال عام ١٨٦٣ بالسول، بمعدل ١ سول = ١٠ ريالات.

## عملات معدنية

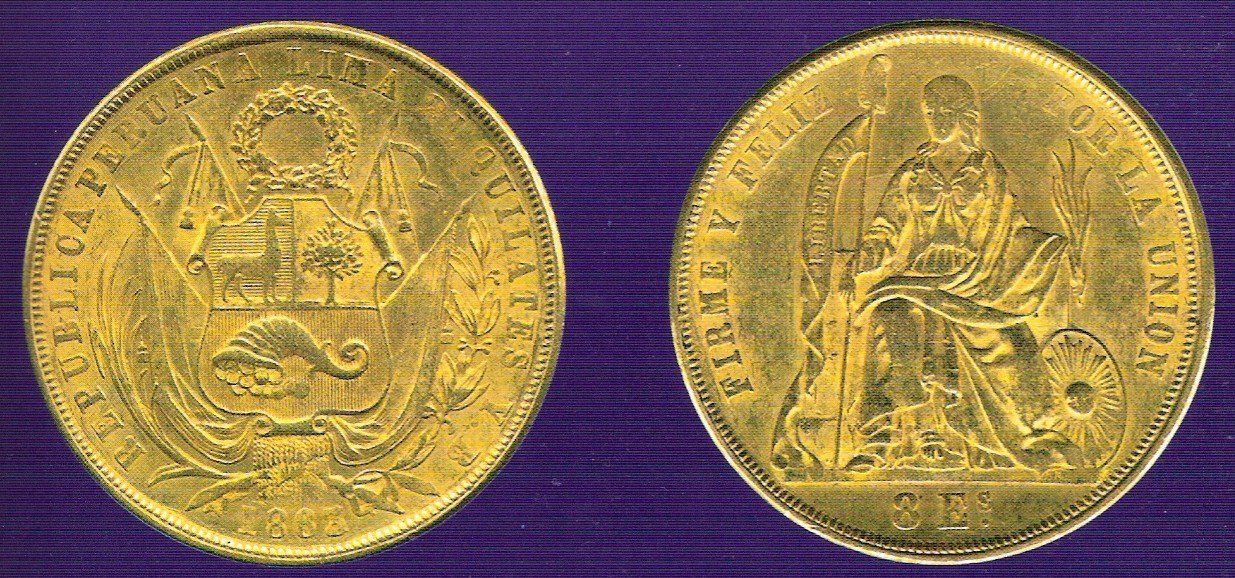
٨ إسكودو ذهبية. اليسار: ظهر العملة يحمل شعار بيرو. اليمين: وجه العملة يحمل صورة امرأة فوق فئة ٨ إسكودو.

خلال الفترة الاستعمارية، سُكت العملات الفضية بفئات 1، 2، 4 و8 ريالات، مع عملات ذهبية لـ ، ٢، ٤ و٨ إسكودو. في عام ١٨٢٢، صدرت عملة مؤقتة باسم جمهورية بيرو بفئات ، و ما يعادل ريالًا وريالين) وثمانية ريالات. باستثناء الثمانية ريالات الفضية، سُكّت هذه العملات من النحاس. منذ عام ١٨٢٦، صدرت عملة منتظمة تتكون من نفس الفئات الفضية والذهبية التي صدرت خلال الفترة الاستعمارية.

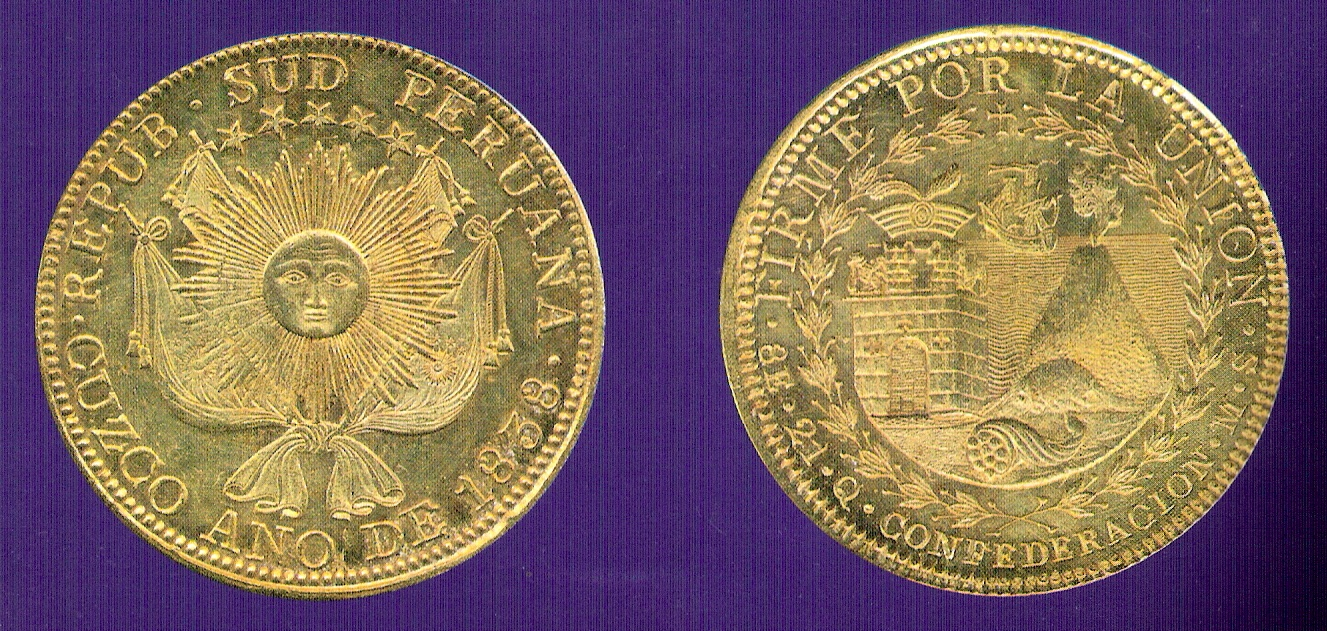
٨ إسكودو ذهبية من جنوب بيرو. اليسار: ظهر العملة يحمل شعار الاتحاد البيروفي البوليفي. اليمين: وجهها يحمل صورة ساكسايهوامان ، وفئة ٨ إسكودو، وشعار الدولة: "الشركة من أجل الاتحاد".

خلال الفترة من ١٨٣٦ إلى ١٨٣٩، عندما كانت بيرو جزءًا من الاتحاد البيروفي البوليفي ، أصدرت ولايات وجمهوريات شمال وجنوب بيرو عملاتها المعدنية الخاصة. أصدرت بيرو الشمالية و 1 و 8 ريالات 1، 2، 4 و8 إسكودو بينما أصدرت جنوب بيرو و2 و4 و8 ريالات، و 1 و 8 إسكودو.
في عام 1856، توقف إنتاج جميع العملات المعدنية. أصغر طُرحت عملات معدنية و1 ريال في عامي 1858 و1859 على التوالي، بالإضافة إلى 50 سنتيمو في عام 1858، ثم 25 و50 سنتافو في عام 1859. وسُكّت عملات معدنية مُعاد تصميمها من فئتي 4 و8 ريالات في عامي 1862 و1863. واستُبدلت هذه المرحلة الانتقالية من سك العملات بنظام عشري كامل في عام 1863.

## الأوراق النقدية

### بنك مساعد للأوراق النقدية

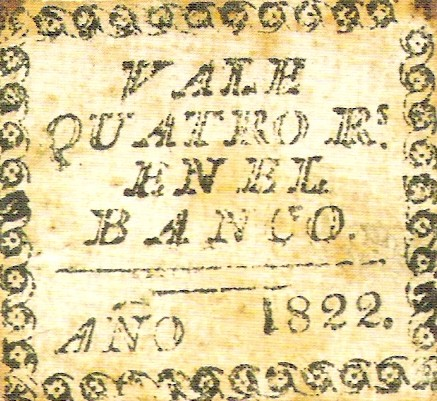
ورقة نقدية بقيمة 4 ريالات (Quatro R ^{s}) لعام 1822.

بموجب المرسوم الحامي للجنرال خوسيه دي سان مارتن في 14 ديسمبر 1821، تأسس بنك إميسيون ، المعروف باسم بنك التحرير ( بانكو دي لا إيمانسيباسيون ). بدأ البنك عمله في 7 فبراير 1822، لكنه أُغلق بمرسوم من الرئيس خوسيه دي لا ريفا أغويرو في 4 يونيو 1823، مع إحراق الأوراق النقدية علنًا. أصدر البنك أوراقًا نقدية من فئة 2 و4 ريالات، و1 بيزو (8 ريالات).

### البنوك الخاصة

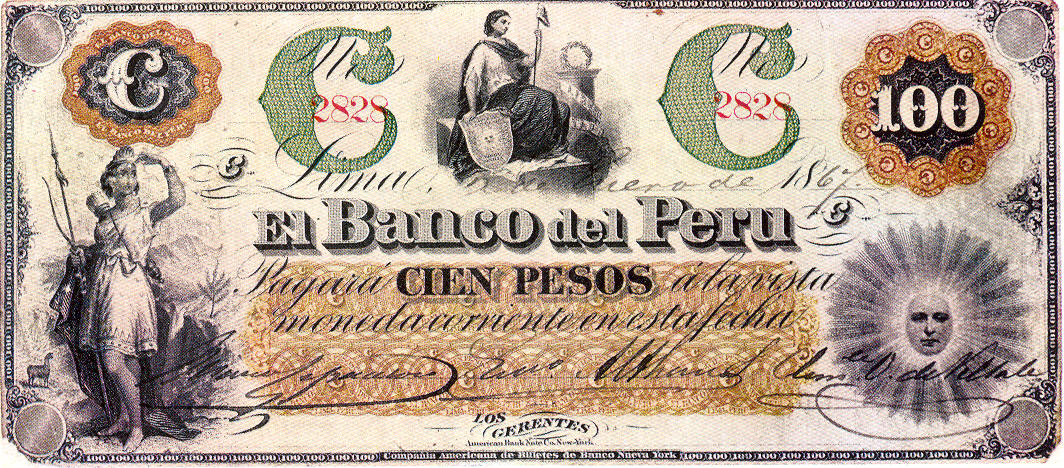
ورقة نقدية من فئة 100 بيزو صادرة عن بنك بيرو، طُرحت للتداول في عام 1863 وأُسترجعت في عام 1864.

تأسس بنك بيرو (بنك بيرو) في 23 مايو 1863، وبدءًا من أغسطس من العام نفسه، أصدر أوراقًا نقدية من فئات 5 و10 و100 و500 بيزو. ومنذ عام 1867، أصدر البنك أوراقًا نقدية بالسول.
كان بنك لا بروفيدنسيا أول بنك خاص تأسس في بيرو في سبتمبر ١٨٦٢. بين يوليو ١٨٦٣ و١٨٦٦، صدرت أوراق نقدية من فئات ٥ و١٠ و٢٥ و٥٠ و١٠٠ و٢٠٠ و٥٠٠ بيزو. بعد عام ١٨٦٧، أُستبدلت أوراق ٢٥ و١٠٠ بيزو بـ ٢٠ و٨٠ سولًا على التوالي.
كان بنك لندن وأمريكا الجنوبية (الذي عُرف لاحقًا باسم بنك لندن للمكسيك وأمريكا الجنوبية) بنكًا بريطانيًا تأسس في لندن عام ١٨٦٣، وافتتح أول فرع له في ليما في أغسطس من العام نفسه. أصبح البنك الرئيسي في أمريكا الجنوبية، وأصدر أوراقًا نقدية من فئات ٥ و٢٥ و١٠٠ و١٠٠٠ بيزو.